# موشيه جيل
موشيه جيل (بالعبرية: משה גיל‏) هو مستشرق إسرائيلي، ولد في 8 فبراير 1921 في بياويستوك في بولندا، وتوفي في 20 يناير 2014 في تل أبيب في إسرائيل.